# Ana Ramón Rubio
Ana Ramón Rubio (Valencia), es una directora y guionista española miembro de la Academia de las Artes y las Ciencias Cinematográficas de España. Su primer largometraje Almost Ghosts fue candidato a los Premios Goya 2020 y su serie digital Todos queríamos matar al presidente recibió 3 nominaciones a los Premios de la Academia de Televisión Web de Estados Unidos - IAWTV Awards. En 2022 dirige 'Bull Run', la primera comedia sobre criptomonedas que se financió en menos de 24 horas a través de la blockchain, siendo la primera película íntegramente tokenizada del mundo.En octubre de 2024, la productora Nadie Es Perfecto, responsable de películas como El Bar, Pieles, Perfectos Desconocidos o Disco, Ibiza, Locomía, anuncia su incorporación como productora.

## Biografía
Tuvo su primer contacto con la ficción televisiva en unas prácticas en el departamento de Dirección en la serie Stamos Okupa2 (Carmen Maura, Marta Belenguer) y su carrera profesional comenzó entre 2013-2016 como guionista y directora de la webserie Sin Vida Propia, obteniendo el Gran Premio del Jurado en Los Ángeles Web Festival, Mejor serie extranjera en el Vancouver Web Fest de Canadá y nominada a mejor serie extranjera en la Academia de la Web TV de Estados Unidos. Su cortometraje El Camerino, protagonizado por Luis Bermejo, fue estrenado en el Short Film Corner del Festival de Cannes en 2017.
En 2018 presenta la miniserie Todos queríamos matar al presidente en el Marseille Web Fest, posteriormente considerada la webserie española más premiada del año 2018 por el Web Series World Cup, que posteriormente se estrenó en Amazon Prime Video. Fue codirectora de la primera serie de ficción de producción propia de À Punt, cadena sustituta de la extinta Canal Nou en Valencia. La Vall, un thriller de 13 episodios protagonizado por Marta Belenguer y Nazaret Aracil con un presupuesto de 100.000 euros por episodio.
En octubre de 2019 estrena en la SEMINCI su primer largometraje, el documental Almost Ghosts, ganador del premio a Mejor Documental en el Arizona International Film Festival y con el que fue candidata a los premios Goya 2020 en categorías como mejor documental, mejor guion y mejor dirección. Obtuvo dos nominaciones en los Premios de la Academia del Audiovisual Valenciano a mejor dirección y mejor montaje.
Durante en confinamiento del COVID-19 estrenó La Puerta, una serie de ficción en Instagram sobre misteriosas desapariciones a través de Instagram Stories. La serie se emitió durante 5 días de forma ininterrumpida combinando vídeos, fotos, capturas de pantalla, notas de audio y noticias de televisión a través de vídeos cortos de 24 horas de duración que relataban el misterio a tiempo real.
Fue co-fundadora de la sección de webseries del Festival Internacional de cine de Valencia: Cinema Jove, activa desde el año 2016.
El 21 de septiembre de 2021, las productoras The Immigrant y Cosabona Films anuncian que producirán su segundo largometraje, Bull Run, financiado en menos de 1 día a través de la criptografía y la tokenización del proyecto, integrándolo en la blockchain. Este proyecto, que mezcla el formato documental con la comedia sobre la fiebre de las criptomonedas finalizó su producción a finales de 2022 y su estreno está previsto para 2023.  

## Filmografía
| Año         | Título                              | Formato                 | Cargo                 |
| ----------- | ----------------------------------- | ----------------------- | --------------------- |
| 2013 - 2016 | Sin Vida Propia                     | serie web               | Guionista y Directora |
| 2017        | El Camerino                         | cortometraje            | Directora             |
| 2018        | Somewhere East Jesus                | cortometraje            | Guionista y Directora |
| 2018        | Todos queríamos matar al presidente | serie web               | Guionista y Directora |
| 2019        | La Vall                             | serie de televisión     | Directora             |
| 2019        | Almost Ghosts                       | largometraje            | Guionista y Directora |
| 2020        | La Puerta                           | serie web               | Guionista             |
| 2022        | Bull Run                            | largometraje documental | Guionista y Directora |
| 2023        | Una Terapia Fecomagnética           | cortometraje            | Coguionista           |
| 2024        | El Pequeño Ladrón                   | largometraje documental | Coguionista           |

## Premios y reconocimientos
- Premio CIMA a la Mejor Directora de Largometraje[18] en el Festival de Cine de Madrid - PNR 2019.
- Mejor Documental en el 28.º Arizona International Film Festival por Almost Ghosts.
- Nominación a Mejor Dirección y Mejor Montaje en los premios de la Academia Valenciana del Audiovisual 2020.
- Premio del Audiovisual Valenciano - Levante EMV 2018.
- Nominación a Mejor Dirección, Mejor Guion y Mejor Serie Extranjera en los IAWTV Awards 2018 por Todos queríamos matar al Presidente.
- Premio Especial del jurado de Buenos Aires Web Fest en Bilbao Seriesland 2017.[19]
- Mejor Dirección en Baltimore New Media Web Festival 2017.
- Mejor Thriller en New York City Web Fest 2017
- Mejor Creación Europea - Emerging Series en los Rome Web Awards 2018
- Mejor Dirección Rome Web Awards 2015
- Mejor Comedia Extranjera en Los Ángeles Web Series Festival 2014.
- Mejor Serie Extranjera en Vancouver Web Fest Canadá (2014)
- Mejor Guion en Austin Web Fest (2014) por Sin Vida Propia.